# 鈴木富士彌
鈴木 富士彌（すずき ふじや、1882年11月26日 - 1946年1月12日）は、大正・昭和期の日本の弁護士・政治家。名前は鈴木 富士弥とも表記される。

## 人物
大分県出身。最初は三塚姓を名乗っていたが、後に鈴木家の養子となる。1906年に東京帝国大学法科大学を卒業後、欧米視察や実業界を経て1915年に弁護士業を開業する。1917年の第13回衆議院議員総選挙に東京府第5区（当時）から立候補して当選し、以後連続して6期務めた。憲政会→立憲民政党に所属して加藤高明内閣・第1次若槻内閣において内務参与官、濱口内閣においては内閣書記官長を務め、また民政党時代には政務調査会長（1929年）や党総務（1933年）も務めた。永井柳太郎・中野正剛・山道襄一とともに安達謙蔵直系の党人派4名の雄弁家「安達の四天王」の1人としても知られた。衆議院議員引退後の1940年には鎌倉市長に就任している。
著名な弁護活動として、日蔭茶屋事件での神近市子の弁護をしている。

## 栄典
- 1930年（昭和5年）12月5日 - 帝都復興記念章[4]